# Гора (Зачачьевское сельское поселение)
Гора — деревня в Холмогорском районе Архангельской области.

## География
Находится в центральной части Архангельской области на расстоянии приблизительно 11 км на юго-запад по прямой от села Емецк на правом берегу реки Емца.

## История
Была отмечена еще в 1939 году в составе Меландовского сельсовета Емецкого района. До 2015 года входила в Зачачьевское сельское поселение, с 2015 по 2022 в Емецкое сельское поселение до его упразднения.

## Население
Численность населения: 0 человек в 2002 году, 12 в 2019.